# La Bastide-Solages
La Bastide-Solages é uma comuna francesa na região administrativa de Occitânia, no departamento de Aveyron. Estende-se por uma área de 7,1 km². Em 2010 a comuna tinha 109 habitantes (densidade: 15,4 hab./km²).